# Prambangan
Prambangan is een bestuurslaag in het regentschap Gresik van de provincie Oost-Java, Indonesië. Prambangan telt 1899 inwoners (volkstelling 2010).